# 우크라이나에 영광을!

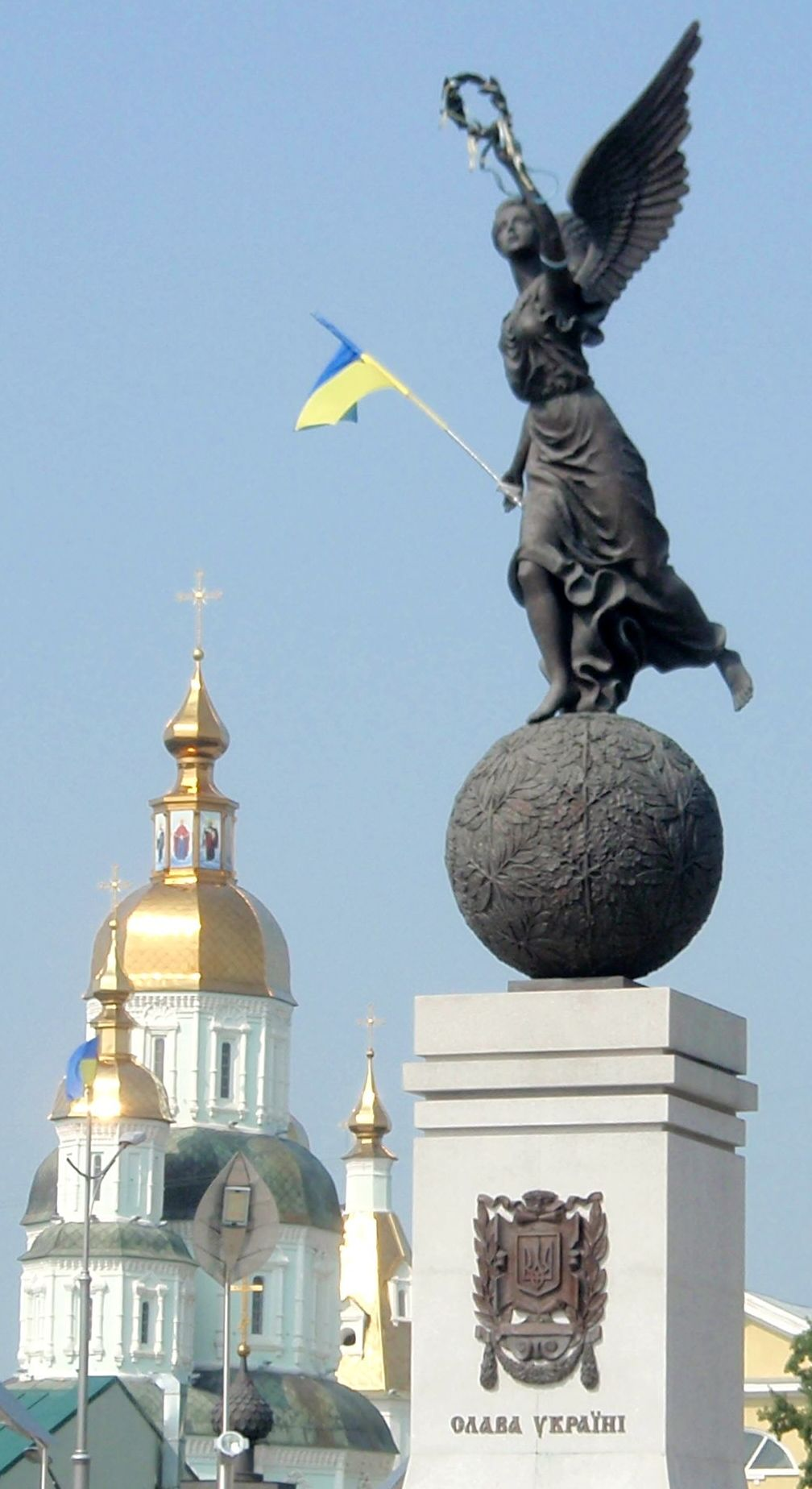
"우크라이나에 영광을!"(Слава Україні)이라고 새겨진 하르키우의 독립기념비

우크라이나에 영광을!(우크라이나어: Сла́ва Украї́ні! 슬라바 우크라이니![*])은 우크라이나의 경례로, 2018년부터 우크라이나군의 공식 경례 구호이다.
1917년부터 1921년에 걸쳐 이루어진 우크라이나 독립 전쟁에서 확립되어 오늘에 이르기까지 우크라이나인에게 널리 인지된 문구이다.
2022년부터 현재 진행 중인 러시아의 우크라이나 침공에서 저항의 상징으로 전 세계적으로 명성을 얻었으며, 또한 전 세계에서 우크라이나를 지지하는 시위에 사용되었다.